# Ндилу, Бридж
Бридж Ндилу (фр. Bridge Ndilu; род. 21 июля 2000, Ле-Ман) — французский футболист, нападающий люксембургского клуба «Свифт».

## Клубная карьера
Ндилу — воспитанник клуба «Лаваль». 20 декабря 2017 года в матче против «Лез Эрбье» он дебютировал за основной состав. 12 января 2018 года в поединке против «Лентенте» Бридж забил свой первый гол за «Лаваль». Летом 2019 года Ндилу перешёл в «Нант». 21 августа 2020 года в матче против «Бордо» он дебютировал в Лиге 1.

## Международная карьера
В 2019 года в составе юношеской сборной Франции Ндилу принял участие в юношеском чемпионате Европы в Армении. На турнире он сыграл в матче против команды Чехии, Ирландии и Испании.